# New-Wes-Valley
New-Wes-Valley es un pueblo canadiense situado en la provincia de Terranova y Labrador.

## Superficie
New-Wes-Valley tiene una superficie de 132,7 km².

## Demografía
En 2021, tenía 2044 habitantes, una densidad poblacional de 15,4 hab./km², y 1089 viviendas.